# Cumestan
Cumestan, en anglès:Coumestan, és un compost orgànic que deriva de la cumarina. El cumestan forma el nucli central d'una gran varietat de compostos naturals coneguts col·lectivament com a cumestans. Els cumestans, incloent el cumestrol, un fitoestrogen, es troben en moltes plantes.
Per la seva activitat strogènica s'han desenvolupat productes de síntesi dels cumestans i explorar-ne els seus efectes farmacològics.

## Cumestans

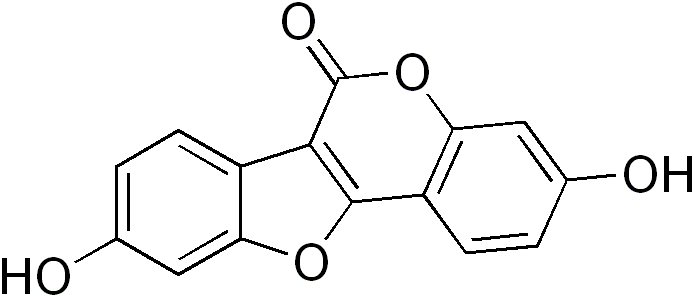
Cumestrol
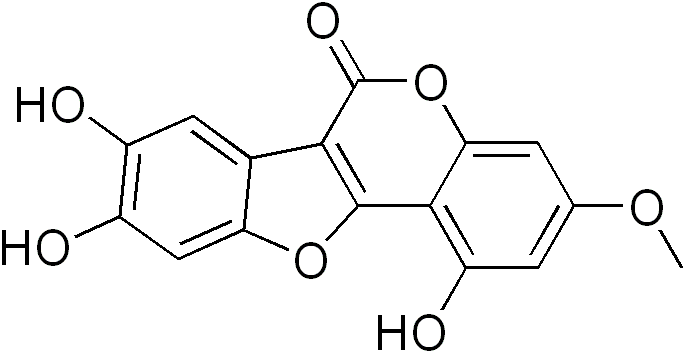
Wedelolactona
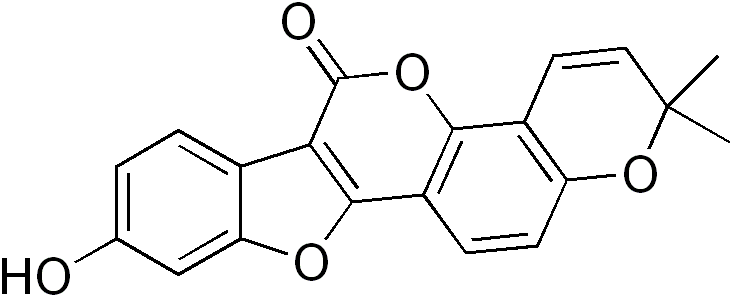
Plicadina